# ヤラババ・クレーター
ヤラババ・クレーター（英: Yarrabubba crater）とは、オーストラリア・西オーストラリア州ヤラババに位置するクレーターである。

## 概要
1979年に発見された直径約70 kmのクレーターであり、22億2900万年前の衝突によって形成された、これまで知られているクレーターの内で最古のものであることが判明している。侵食によって肉眼でクレーターを把握することは出来ないものの、航空機からの磁気探査によって、楕円形であることが判明している。

## 形成
カーティン大学が主体となってクレーター周辺の岩石が含有している鉱石を研究し、その結果が2020年1月22日にネイチャー コミュニケーションズ電子版に掲載された。
まず、岩石に含まれているジルコンやモナザイトを「高感度高分解能イオンマイクロプローブ（SHRIMP）」を利用して調査され、これらの結晶に含まれるウランからウラン・鉛年代測定法を利用して、年代を特定した。この調査の結果、フレデフォート・ドームよりも少なくとも2億年前に形成されたクレーターであると判明した。
また、クレーターが形成された時期は地球がスノーボールアースから脱出した時期と同時期であることが判明したため、小惑星の衝突によって地球の気候が変動したのではないかと推測されている。研究チームはこの巨大衝突によって最大で5000億トンの氷が昇華し、水蒸気として大気中に放たれたと推計した。